# Et je choisis de vivre

Et je choisis de vivre est un film documentaire français réalisé par Nans Thomassey et Damien Boyer sur une idée originale d'Amande Marty. Le documentaire est sorti en 2019 dans le contexte de la pandémie de Covid-19.

## Synopsis
Et je choisis de vivre  est un film documentaire sur le parcours initiatique d'Amande qui vient de perdre son fils Gaspar. À tout juste 30 ans, Amande perd son enfant. Pour se reconstruire, elle entreprend alors un parcours initiatique dans la Drôme, accompagnée de son ami réalisateur, Nans Thomassey. Ensemble, et sous l’œil de la caméra, ils partent à la rencontre d’hommes et de femmes qui ont, comme Amande, vécu la perte d’un enfant.

## Financement
Le film documentaire a pu être distribué en salles grâce à la mise en place d'un financement participatif encouragé par un tour de France de l'équipe réalisatrice. Ainsi, l’opération de financement participatif qu’ils ont organisée est devenue la 2e plus grosse levée de fonds en ligne (plus de 2 000 donateurs) pour un film après celle du film Demain.

## Réception
Le film reçoit un succès rare pour un documentaire de son genre dans les salles de cinémas et un accueil favorable par la presse, comme Télérama, qui y voit une « œuvre lumineuse qui parle du deuil avec justesse et authenticité. » En 2020, Et je choisis de vivre a été élu « Meilleur documentaire de l'année » par Allociné.